# Artère alvéolaire inférieure
L'artère alvéolaire inférieure (ou artère dentaire inférieure ou artère alvéolo-dentaire) est une artère systémique de la face. Elle vascularise la mandibule, les dents inférieures, le menton et la région mylo-hyoïdienne.

## Origine
L'artère alvéolaire inférieure est une branche de la première portion de l'artère maxillaire qui nait en profondeur dans la fosse infratemporale.

## Trajet
L'artère alvéolaire inférieur descend derrière le nerf alvéolaire inférieur en longeant le ligament sphéno-mandibulaire  jusqu'au foramen mandibulaire sur la face médiale de la branche montante de la mandibule.
Avant son entrée dans le canal mandibulaire elle donne le rameau mylo-hyoïdien.
Elle traverse le canal mandibulaire, accompagnée du nerf alvéolaire inférieur. Dans son trajet dans le canal, elle donne autant de rameaux dentaires que de racines dentaires et plusieurs rameaux péridentaires. 
En face la première prémolaire elle se divise en deux branches : une branche incisive et un rameau mentonnier.

### Le rameau mylo-hyoïdien
Le rameau mylo-hyoïdien chemine dans le sillon mylo-hyoïdien avec le nerf mylo-hyoïdien et vascularise le muscle mylo-hyoïdien.

### Les rameaux dentaires
Les rameaux dentaires pénètrent dans les racines dentaires par les foramens apicaux pour vasculariser la pulpe de la dent et la dentine.

### Les rameaux péridentaires
Les rameaux péridentaires vascularisent les gencives, , les parodontes et l'os alvéolaire.

### La branche incisive
La branche incisive se poursuit vers l'avant sous les incisives jusqu'à la ligne médiane, où elle s'anastomose avec l'artère du côté opposé. Elle donne également des rameaux dentaires pour les canines et les incisives, ainsi que des rameaux péridentaires.

### Le rameau mentonnier
Le rameau mentonnier quitte le canal mandibulaire en passant avec le nerf par le foramen mentonnier. Il vascularise la peau et la muqueuse du menton et s'anastomose avec les artères labiales inférieures et les artères submentonnières.

## Galerie

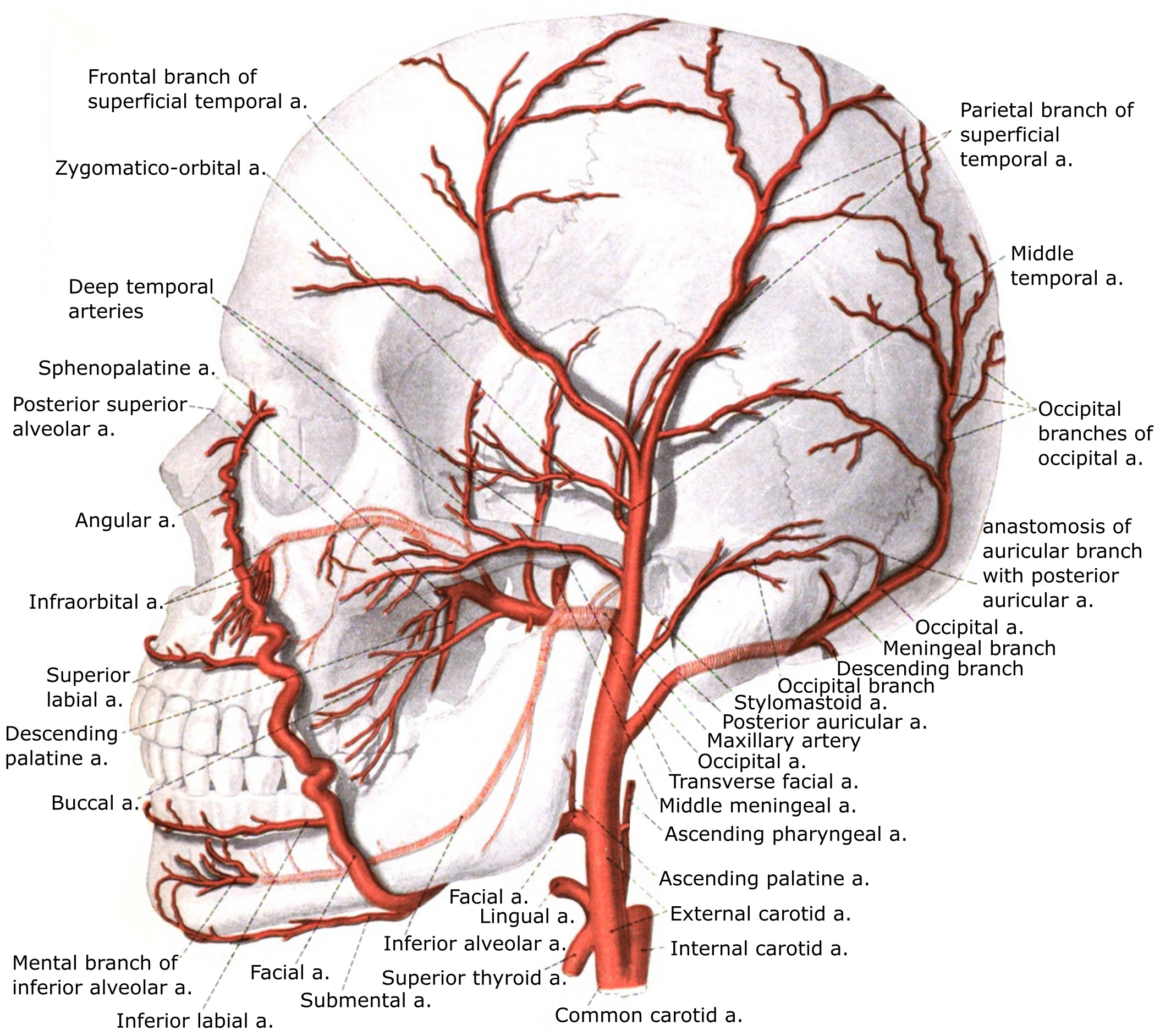
Artère carotide externe avec ses branches.